# محافظة سنغ بوري
محافظة سنغ بوري (بالتايلاندية: สิงห์บุรี) و(بالإنجليزية: Sing Buri)‏ هيَ واحدة من محافظات تايلاند الخمس والسبعين، تجاور محافظات ناخون ساوان ولوبوري وأنغ ثونغ وسوفانبوري وتشاينات.

## التسمية
كلمة سنغ ترجع إلى (اللغة السنسكريتية) وتعني الاسد وكلمة بوري تعني بلدة أو مدينة وسانغ بوري تعني حرفيا مدينة الاسد.

## الجغرافيا
تقع سنغ بوري في سهل نهر تشاو فرايا.

## التاريخ
لسنغ بوري مكانة هامة في التاريخ التايلاندي في وقت مبكر مملكة أيوتايا.

## التقسيمات الادارية
تنقسم المحافظة إلى 6 مناطق و 43 بلدية و 363 قرية.
| 1. موانج سنغ بوري 2. بانغ راكان 3. خاي بانج راكان | 1. فروم بوري 2. ثا تشانغ 3. ان بوري |